# Cessna Citation Mustang
Dimensions
Le Cessna Citation Mustang, Modèle 510, est un jet d'affaires très léger construit par Cessna Aircraft Company à Independence, Kansas. Il a été en production de 2005 à 2017 pour un total de 470 exemplaires livrés.

## Développement
L'avion a effectué son premier vol le 23 avril 2005. Il a reçu son certificat de type délivré par la FAA le 8 septembre 2006, et sa certification pour voler dans des conditions givrantes connues le 9 novembre 2006. Le premier Mustang de production fut livré le 23 novembre 2006.
Le Citation Mustang est motorisé par 2 turboréacteurs Pratt & Whitney Canada PW615F et équipé de l'avionique Garmin G1000.
En configuration standard, l'avion dispose de deux sièges dans le cockpit, quatre sièges passagers dans la cabine, des toilettes entre le cockpit et la cabine. Comme plusieurs jets très légers, le Mustang est certifié pour être exploité par un seul pilote.
Les ventes de l'avion chutent dès 2013 à la suite du lancement du Cessna Citation M2. Ce dernier est plus spacieux et plus rapide, possède la même qualification de type que les autres CitationJet, réduisant ainsi les coûts de formation des pilotes, et dispose de toilettes séparées.

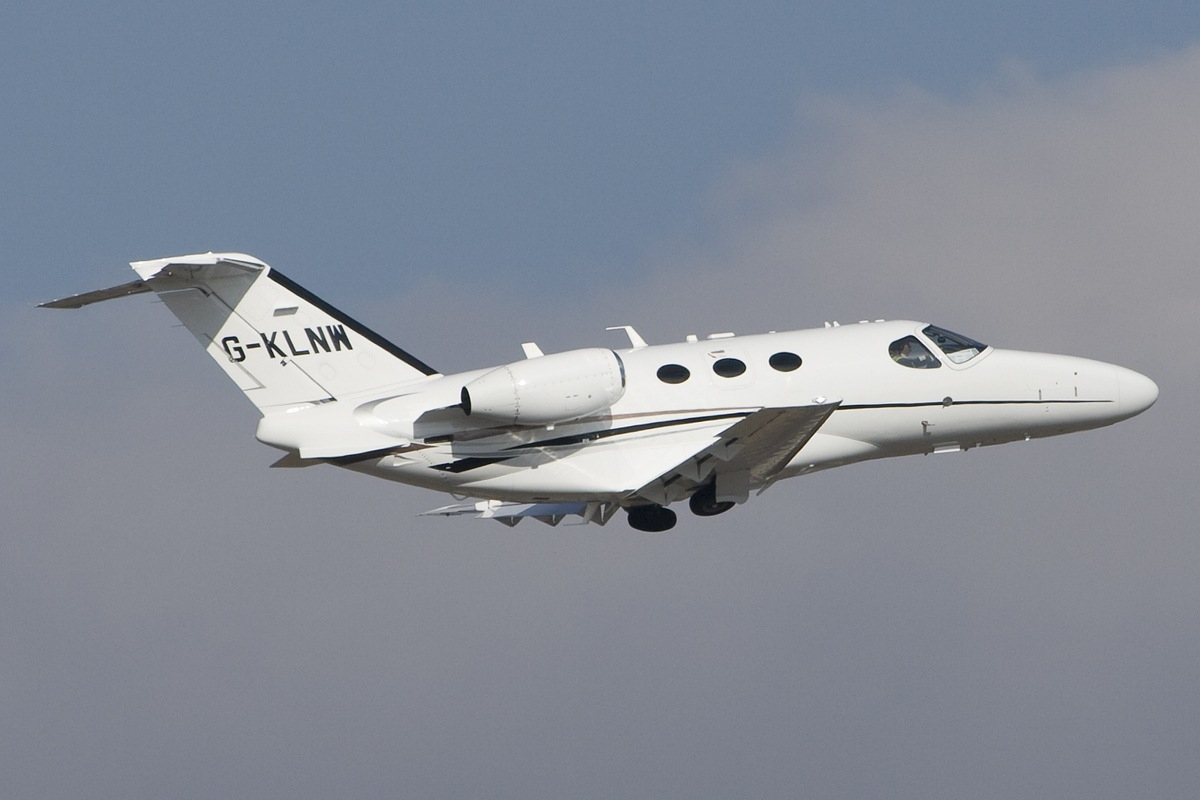
Mustang
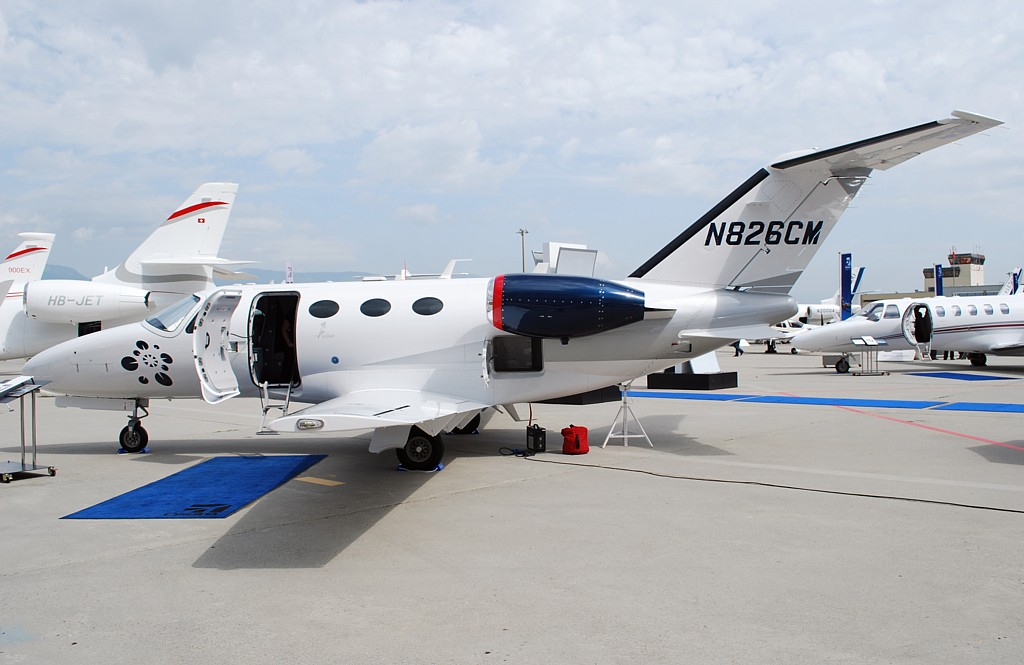
Accès à bord
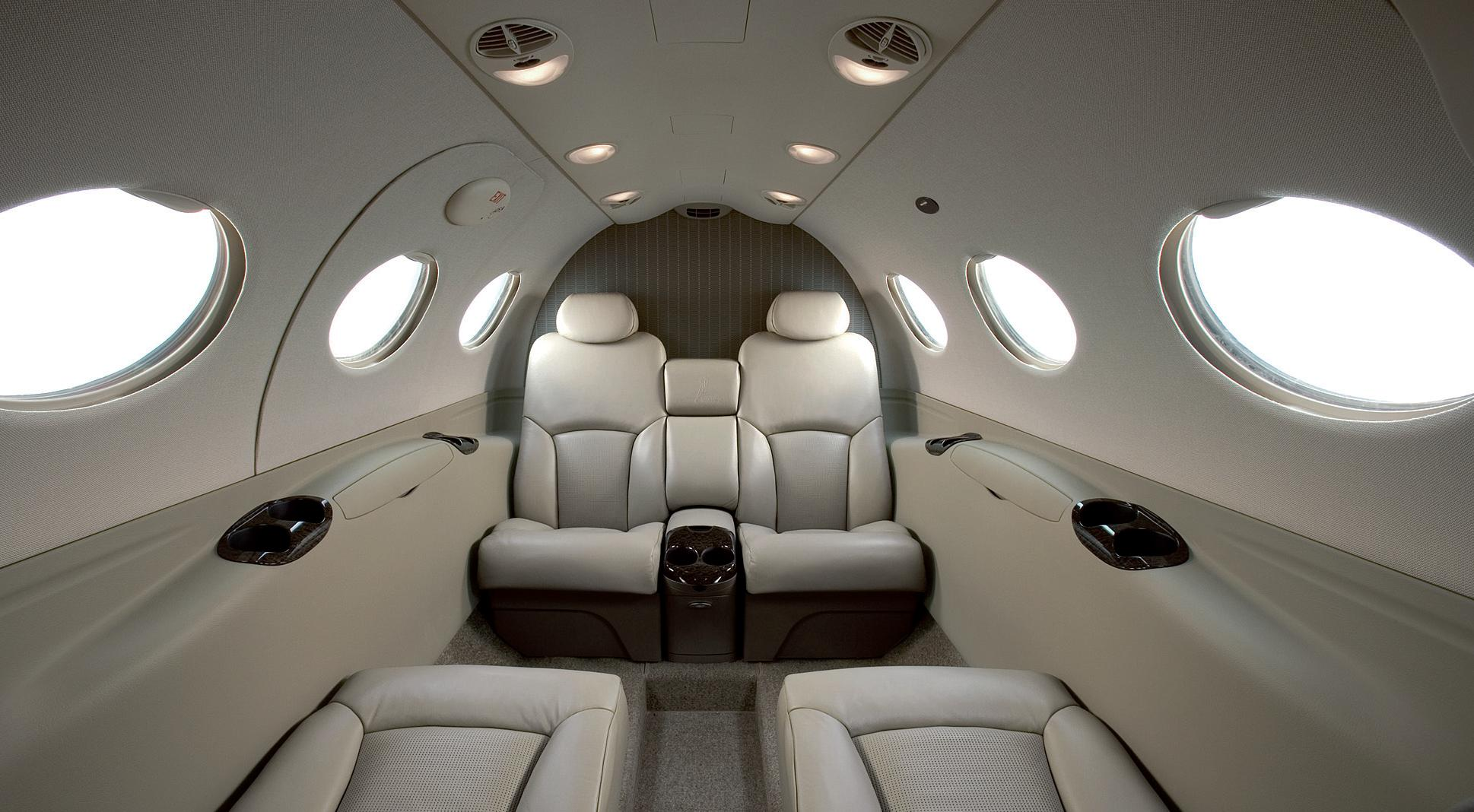
Cabine
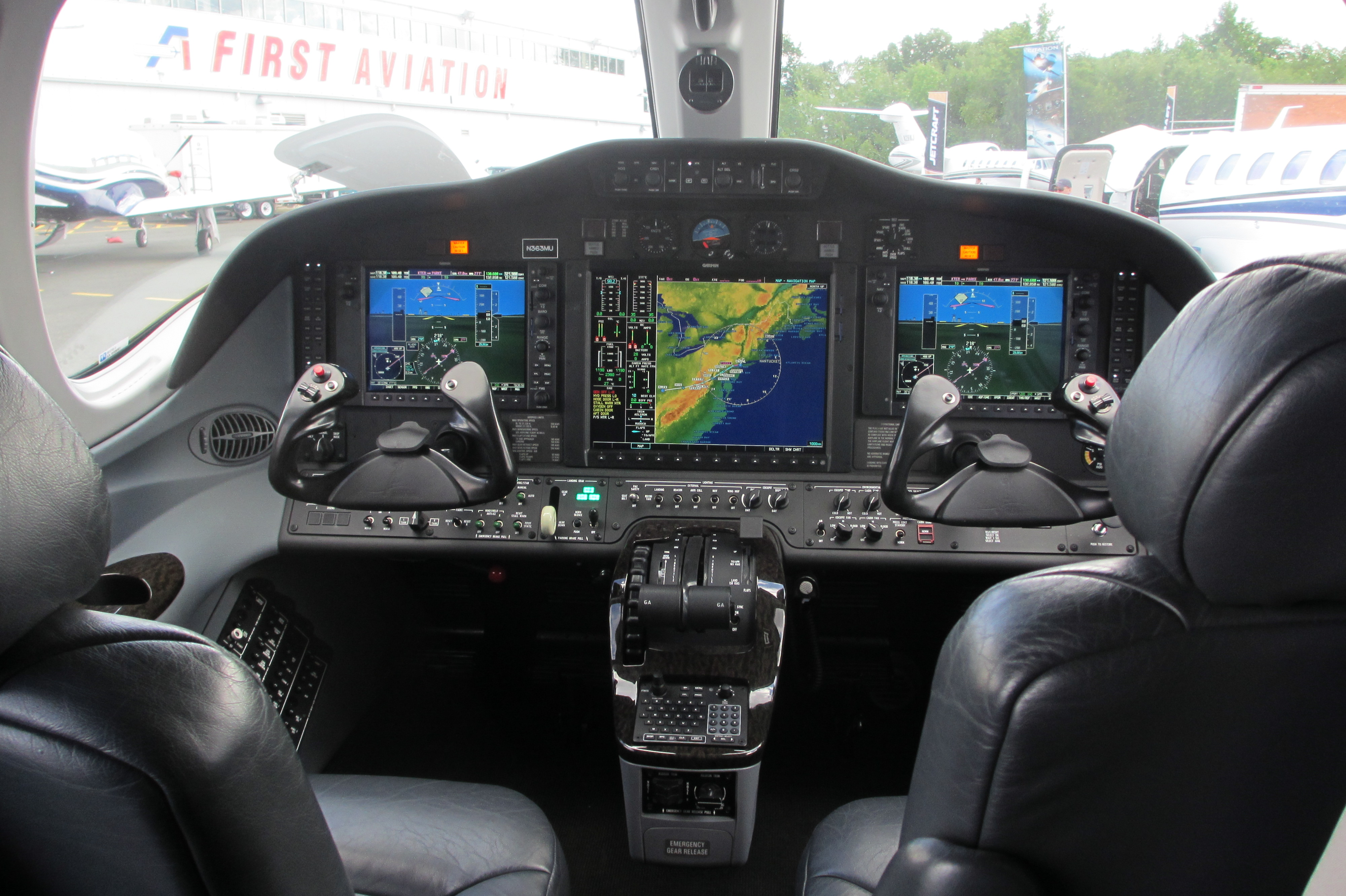
Cockpit

## Livraisons
(Source GAMA)
| Année      | 2006 | 2007 | 2008 | 2009 | 2010 | 2011 | 2012 | 2013 | 2014 | 2015 | 2016 | 2017 | Total |
| ---------- | ---- | ---- | ---- | ---- | ---- | ---- | ---- | ---- | ---- | ---- | ---- | ---- | ----- |
| Livraisons | 1    | 45   | 101  | 125  | 73   | 43   | 38   | 20   | 8    | 8    | 10   | 7    | 479   |

## Opérateurs
L'avion est exploité par des particuliers, des entreprises et des compagnies de vols nolisés. Des compagnies utilisent aussi l'avion dans le cadre de programmes de propriété partagée.